# کوین گالاکر
کوین گالاکر (انگلیسی: Kevin Gallacher؛ زادهٔ ۲۳ نوامبر ۱۹۶۶) یک بازیکن فوتبال اهل اسکاتلند است.
وی سابقه بازی برای تیم‌های باشگاه فوتبال داندی یونایتد، باشگاه فوتبال کاونتری سیتی، بلکبرن راورز، نیوکاسل یونایتد، پرستون نورث اند، شفیلد ونزدی و باشگاه فوتبال هادرسفیلد تاون و همین طور ۵۳ بازی ملی برای تیم ملی فوتبال اسکاتلند در کارنامه دارد.